# Saint-Pierre-des-Ifs (Calvados)
Saint-Pierre-des-Ifs ist eine französische Gemeinde mit 453 Einwohnern (Stand 1. Januar 2022) im Département Calvados in der Region Normandie. Sie gehört zum Arrondissement Lisieux und zum Kanton Mézidon Vallée d’Auge. 

## Lage
Sie grenzt im Nordwesten an La Boissière, im Norden an Le Pré-d’Auge, im Nordosten an Saint-Désir, im Osten an Saint-Martin-de-la-Lieue, im Süden an Le Mesnil-Eudes, im Südwesten an Le Mesnil-Simon und im Westen an Les Monceaux.

## Bevölkerungsentwicklung
| Jahr      | 1962 | 1968 | 1975 | 1982 | 1990 | 1999 | 2006 | 2015 |
| --------- | ---- | ---- | ---- | ---- | ---- | ---- | ---- | ---- |
| Einwohner | 251  | 255  | 283  | 332  | 346  | 385  | 438  | 462  |

## Sehenswürdigkeiten
- Kriegerdenkmal
- Kirche Saint-Pierre